# Перилампиды
Перилампиды (лат. Perilampidae) — семейство паразитических наездников надсемейства Chalcidoidea подотряда стебельчатобрюхие отряда перепончатокрылые насекомые. Размеры мелкие (1—5 мм). Крылья с сильно редуцированным жилкованием.

## Описание
Длина тела от 1,3 до 5,5 мм.

## Биология
Паразиты (паразитоиды и гиперпаразитоиды) сетчатокрылых (Neuroptera), жуков (Coleoptera) и перепончатокрылых насекомых (Hymenoptera).

## Распространение
Всесветное.
Мировая фауна включает 15 родов и около 270 видов, в Палеарктике — 10 родов и около 120 видов. Фауна России включает 4 рода и 25 видов наездников этого семейства.

## Классификация
Более 270 в трёх подсемействах (Chrysolampinae, Perilampinae, Philomidinae).
- Chrysolampinae Dalla Torre, 1898 — 63 вида и 6 родов
  - Austrotoxeuma Girault, 1929
  - Brachyelatus Hoffer & Novicky, 1954 — 1 вид в Европе
  - Chrysolampus Spinola, 1811 — 30 видов в Европе
  - Chrysomalla Förster, 1859 — 4 видов в Европе
  - Elatomorpha Zerova, 1970
  - Parelatus Girault, 1916
- Perilampinae — 202 вида и 6 родов
  - Burksilampus Bouček, 1978
  - Euperilampus Walker, 1871 — 1 вид в Европе
  - Krombeinius Bouček, 1978
  - Monacon Waterston, 1922
  - Perilampus Latreille, 1809 — 28 видов в Европе
  - Sericops Kriechbaumer, 1894
  - Steffanolampus Peck, 1974 — 1 вид в Европе
- Philomidinae — 11 видов и 2 рода[5][6][7]
  - Aperilampus Walker, 1871 — Африка
    - Aperilampus brevicornis (Risbec,1951)
    - Aperilampus discolor (Walker,1862)
    - Aperilampus varians Strand,1911
    - Aperilampus spp. — Африка

  - Philomides Haliday, 1862
    - Philomides abercornensis Risbec,1958
    - Philomides aethiopicus Masi,1939
    - Philomides flavicollis Cameron, 1905 — Гибралтар, Европа
    - Philomides gigantea (Risbec,1951)
    - Philomides metallicus Risbec,1958
    - Philomides paphius Haliday, 1862 — Южная Европа
- Jambiya (Израиль, Йемен)[8]
  - Jambiya vanharteni Heraty & Darling, 2007
- Sinoperilampites